# Hypotrachyna tibellii
Hypotrachyna tibellii är en lavart som beskrevs av Elix, T. H. Nash & Sipman. Hypotrachyna tibellii ingår i släktet Hypotrachyna och familjen Parmeliaceae.   Inga underarter finns listade i Catalogue of Life.